# Église Saint-Quentin de Courrière
Pour les articles homonymes, voir Église Saint-Quentin.
L'église Saint-Quentin est un édifice religieux catholique classé situé dans le village de Courrière faisant partie de la commune d'Assesse dans la province de Namur (Belgique).

## Situation
L'édifice est situé au centre du village condrusien de Courrière. Il est entouré par le vieux cimetière de Petit-Courrière ceint en partie par un mur érigé en moellons de grès. L'accès se fait par une grille entre colonnes de bases carrées au pied de la rue Bâtis de Corère. L'église se situe en contrebas et à proximité de l'imposant château-ferme de Courrière, bien faisant également l'objet d'un classement.

## Historique
L'église se trouvait à la collation de l’abbaye Notre-Dame de Leffe depuis au moins le XIIIe siècle jusqu’à la fin de l'Ancien Régime. La tour d'origines romane et médiévale a été conservée du moins en ce qui concerne le rez-de-chaussée voûté d’arêtes. Les deux niveaux supérieurs de la tour ont été reconstruits à partir du XVIIe siècle et le dernier niveau (clocher) date de 1879. En 1742, le chœur est reconstruit, comme l’indique la date gravée sur une pierre scellée dans le chevet ainsi qu’une seconde date située sur le plafond stuqué. La nef est aussi reconstruite à cette époque.

## Architecture
L'édifice bâti principalement en moellons de grès a une longueur approximative de 25 mètres. La nef est aveugle du fait des constructions de collatéraux et d'un croisillon. Le chœur compte trois pans coupés dont les pans latéraux sont percés de baies cintrées à vitraux alors qu'un crucifix est adossé au mur extérieur du pan central. La toiture en ardoises est surmontée d'une croix en fer forgé et d'un coq en girouette au-dessus du clocher à quatre pans et d'une croix au-dessus du chœur.

## Classement
L'église Saint-Quentin et le mur du cimetière à Courrière sont classés depuis le 15 septembre 1982 et reprise sur la liste du patrimoine immobilier classé d'Assesse.